# Niels Neergaard
Niels Thomasius Neergaard (27. června 1854 Ugilt – 2. září 1936 Kodaň) byl dánský politik, představitel agrární středové strany Venstre, v letech 1908–1909 a 1920–1924 premiér Dánska. Krom toho byl pětkrát ministrem financí (1908, 1909, 1910–1913, 1920–1924, 1926–1929), jednou ministrem obrany (1908–1909). Byl prvním předsedou vlády za stranu Venstre. Jako premiér organizoval návrat jižního Jutska pod dánskou správu. Původně byl historikem a jeho historické dílo Under junigrundloven (1892–1916) je v Dánsku dodnes považováno za základní. Kromě toho se také zabýval žurnalistikou a v roce 1884 založil kulturní a literární časopis Tilskueren.